# Яснополье (Сумская область)
Яснопо́лье (укр. Яснопілля; до 2016 г. Комисса́ровка) — село, Гринцевский сельский совет, Лебединский район, Сумская область, Украина.
Код КОАТУУ — 5922983206. Население по переписи 2001 года составляло 13 человек .

## Географическое положение
Село Яснополье находится на расстоянии в 2 км от сёл Штеповка, Ключиновка и Мукиевка (Белопольский район).
Рядом проходит автомобильная дорога Н-07.